# Fredrik Christian Öhrström
Fredrik Christian Öhrström var en svensk fajansmålare, verksam under senare hälften av 1700-talet.
Öhrström är omnämnd bland blåmålarna vid fajansfabriken i Stralsund 1769–1779. Han hörde troligen till den skara yrkesmän som Johan Ehrenreich värvade när han 1767 lämnade Mariebergs porslinsfabrik för att överta ledningen av fajanstillverkningen vid Stralsund. Några av Öhrströms arbeten finns bevarade vid olika museer.